# Richard Bassett

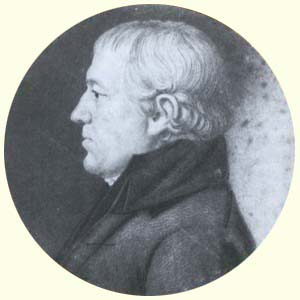
Richard Bassett

Richard Bassett (* 2. April 1745 in Bohemia Ferry, Cecil County, Province of Maryland; † 15. August 1815 im Anwesen Bohemia Manor, Maryland) war ein US-amerikanischer Jurist und Politiker, der den Bundesstaat Delaware von 1789 bis 1793 im US-Senat vertrat und dann von 1799 bis 1801 als dessen Gouverneur amtierte.

## Leben
Richard Bassett wurde am 2. April 1745 im Cecil County als Sohn von Arnold und Judith Thompson Bassett geboren. Nachdem sein Vater, ein Tavernenbesitzer, die Familie verlassen hatte, wurde er von einem Verwandten namens Peter Lawson großgezogen. Dieser war über Bassetts Mutter mit ihm verwandt. Diese war die Urenkelin von Augustine Herman, dem ersten Lord des großen Anwesens Bohemia Manor. Über dieses Verwandtschaftsverhältnis ergab sich später, dass Richard Bassett jenes Anwesen sowie weitere Landgüter und Wohlstand erbte.
Sein Studium der Rechtswissenschaften schloss Bassett 1770 erfolgreich in Philadelphia ab und erhielt im Anschluss eine Zulassung als Anwalt. Er arbeitete fortan in Dover. 1774 heiratete er seine erste Frau Ann Ennals, die ihm drei Kinder gebar. Mit Francis Asbury, einem der Begründer der Methodistenkirche, verband Bassett eine lebenslange Freundschaft, nachdem er ihn 1776 kennengelernt hatte. Diese Freundschaft führte zu einem starken Glauben und Engagement in der Kirche. Nachdem Ann Ennals gestorben war, heiratete er im Jahr 1796 ein zweites Mal. Das Ehepaar engagierte sich in der Kirche und stellte ihr Anwesen für religiöse Treffen zur Verfügung. Sie hatten vier Kinder zusammen.

## Politische Karriere
Basset war Mitglied des Komitees, das für das Inkrafttreten der ersten Verfassung Delawares am 20. September 1776 verantwortlich war. Im Anschluss war er für vier Legislaturperioden (1776/77–1779/80) Mitglied des Senats (Legislative Council), zu dem zu dieser Zeit nur Großgrundbesitzer zugelassen waren. In den Jahren 1780 bis 1782 war er Abgeordneter im Repräsentantenhaus von Delaware (House of Assembly), um darauf wieder in den Senat zu wechseln. 1786 vertrat er Delaware in der Annapolis Convention. Bis auf die Legislaturperiode 1785/86 war Bassett also Vertreter Delawares in der General Assembly von der Unabhängigkeitserklärung bis zu Annahme der Verfassung bei der Philadelphia Convention im Jahr 1787. Richard Bassett war ein starker Befürworter des Connecticut-Kompromisses und so stimmte Delaware diesem nur fünf Monate nach der Philadelphia Convention als erster Staat zu. Seitdem trägt Delaware den Beinamen The First State.
Mit der Schaffung der neuen Regierung wurde Richard Bassett als einer der ersten Vertreter von der General Assembly am 25. Oktober 1788 in den Senat der Vereinigten Staaten gewählt. Seine Amtszeit reichte vom 4. März 1789 bis zum 3. März 1793. Bassett zeigte eine grundlegende Unterstützung für den Vizepräsidenten und Föderalisten John Adams und den Präsidenten George Washington. Er lehnte hingegen eine extreme Ausweitung der Rechte des Präsidenten, wie von Alexander Hamilton gefordert, ab. 1792 war Bassett, ähnlich wie schon 1776, gemeinsam mit John Dickinson dafür verantwortlich, das Komitee zu organisieren, das eine Revision der alten Verfassung von Delaware durchführte. Am 12. Juni 1792 verabschiedete das Komitee die neue Verfassung. Da die ersten Senatoren üblicherweise alphabetisch sortiert werden, gilt Basset als der Senator mit der höchsten Seniorität aller je gewählten Senatoren der USA.
Nach seiner Amtszeit als Senator übernahm Bassett die Leitung des Court of Common Pleas in Delaware, ehe er im Jahre 1799 zum Gouverneur gewählt wurde. In seine Amtszeit fiel auch der wohl härteste Präsidentschaftswahlkampf in der Geschichte der USA. Der Wahlsieg Thomas Jeffersons, seines Zeichens Republikaner und Befürworter einer stärkeren Freiheit der Einzelstaaten, in der Präsidentschaftswahl von 1800 besiegelte die weitere politische Laufbahn des Föderalisten Bassett. Der noch amtierende Präsident Adams verabschiedete den so genannten Midnight Judges Act, der es ihm ermöglichte, neu geschaffene Stellen im United States Circuit Court, dem Vorläufer der heutigen US-Bundesgerichte, mit Föderalisten zu besetzen. Bassett bekam eine solche Stelle von John Adams an dessen letztem Arbeitstag zugesprochen und beendete somit sein Amt als Gouverneur. Der Republikaner Jefferson jedoch machte nach seinem Amtsantritt am 4. März 1801 den Midnight Judges Act rückgängig und entließ alle neu angestellten Föderalisten. Bassett beendete sein Amt im April 1802 und war bis zu seinem Tod 1815 nicht mehr in einem öffentlichen Amt tätig.